# Marc Herenni Picent
Marc Herenni Picent (en llatí Marcus Herennius M. F. Picens) va ser un magistrat romà que va viure al segle i aC.
Va ser nomenat cònsol sufecte, càrrec que va exercir els dos darrers mesos del 34 aC juntament amb Paul·le Emili Lèpid. La utilització del cognomen Picens és dubtosa i en cas de ser correcta indicaria un origen del Picè, districte sabèl·lic on s'hauria establert una branca de la gens Herènnia, de la qual formava part.